# Sjaak Troost
Sjaak Troost (Pernis, 28 augustus 1959) is een Nederlands voormalig voetballer.
Troost speelde tussen 1978 en 1992 als verdediger 329 wedstrijden voor Feyenoord waarin hij 5 doelpunten maakte. Hij speelde vier keer voor het Nederlands elftal en maakte deel uit van de selectie die het Europees kampioenschap voetbal 1988 won. Hij was vanaf januari 2018 lid van de raad van commissarissen bij Feyenoord waar hij de plaats over in nam van  Rob Slotboom. 
Op 1 juni 2019 volgde Troost Martin van Geel op als technisch directeur van Feyenoord. Hij vervult de baan als titulair directielid, en was tot en met 31 januari 2020 verantwoordelijk voor de scouting, alsmede het aan- en verkoopbeleid en het lange termijn transferbeleid van de club. Vanwege zijn matige onderhandelingskwaliteiten bij contractgesprekken kwam hij bekend te staan als ‘Sintersjaak’. Hij werd opgevolgd door Frank Arnesen.

## Erelijst
Feyenoord
- Eredivisie: 1983/84
- KNVB beker: 1979/80, 1983/84, 1990/91, 1991/92
- Nederlandse Supercup: 1991

 Nederland
- UEFA EK: 1988